# تپه دولیسکان
تپه دولیسکان مربوط به پیش‌از قرن۴تا۶ ه.ق است و در شهرستان خرم‌آباد، بخش زاغه، روستای دولیسکان واقع شده و این اثر در تاریخ ۱۶ آبان ۱۳۷۹ با شمارهٔ ثبت ۲۸۲۴ به‌عنوان یکی از آثار ملی ایران به ثبت رسیده است.